# BMW M30
El BMW M30 es la designación interna de una serie de motores de seis cilindros en línea diseñados y fabricados por BMW, con cilindradas de 2,5 a 3,5 litros. Deriva conceptualmente al motor de cuatro cilindros BMW M10 y contribuyó significativamente a la buena reputación de BMW como fabricante de excelentes motores de seis cilindros. El motor fue utilizado por primera vez en las series E3 y E9 (incluyendo CSL) en 1968, en ese momento todavía bajo otros nombres, y más tarde principalmente en las series 5, 6 y 7, manteniéndose en producción hasta 1994. Las versiones de cuatro válvulas por cilindro M88/S88 basados en el bloque motor M30 se construyeron hasta 1996.
El bloque motor está fabricado de fundición gris de hierro y la tapa de cilindros de una aleación de aluminio. El árbol de levas de cabeza comandado por cadena acciona dos válvulas por cilindro. Variando el diámetro y la carrera, los motores poseen cilindradas de 2.5; 2,8; 3,0; 3.2; 3.3 y 3.5 litros. Para la alimentación se utilizaron carburadores, y en sus últimas evoluciones sistemas de inyección electrónicos de gasolina. En los años 80 apareció además la versión sobrealimentada por turbocompresor 745i. El motor M30 se utilizó como base para los desarrollos de muchos preparadores como Alpina, Hartge y Schnitzer.
Considerado durante años como uno de los mejores motores jamás construidos, y habiendo sido utilizado a lo largo de tres décadas a fuerza de constantes evoluciones y mejoras, el M30 fue finalmente reemplazado por la tecnología de cuatro válvulas BMW M50 (seis cilindros en línea, 24V) en sus variantes de menor cilindrada, en tanto que el BMW M60 (V8 de 32 válvulas, cilindradas de 3.0 y 4.0 litros) reemplazó a la variante de mayor cilindrada de 3,5 litros.

## Variantes
| Versión    | Cilindrada      | Diámetro x carrera                              | Relación de compresión | Potencia máxima                    | Par motor         | Alimentación                             | Usos |
| ---------- | --------------- | ----------------------------------------------- | ---------------------- | ---------------------------------- | ----------------- | ---------------------------------------- | --- |
| M30 B25    | 2.5L (2494 cm³) | 86 mm (3,39 pulgadas) x 71,6 mm (2,82 pulgadas) | 9.0:1                  | 145 CV (107 kilovatios) @ 6000 rpm | 212 Nm @ 4000 rpm | Carburación                              | 525 e12 (1973-1976)                                                                                          |
| M30 B25    | 2.5L (2494 cm³) | 86 mm (3,39 pulgadas) x 71,6 mm (2,82 pulgadas) | 9.0:1                  | 150 CV (110 kilovatios) @ 6000 rpm | 211 Nm @ 3700 rpm | Carburación                              | 525 e12 (1976-1981) E3 2500 (1968-1977) E9 2.5 CS (1974-1975)                                                |
| M30 B25    | 2.5L (2494 cm³) | 86 mm (3,39 pulgadas) x 71,6 mm (2,82 pulgadas) | 9.0:1                  | 150 CV (110 kilovatios) @ 5500 rpm | 215 Nm @ 4000 rpm | Inyección multipunto                     | 525i e28 (1981-1987) 725i e23 (1981-1986)                                                                    |
| M30 B28    | 2.8L (2788 cm³) | 86 mm (3,39 pulgadas) x 80 mm (3,15 pulgadas)   | 9.0:1                  | 165 CV (121 kilovatios) @ 5800 rpm | 238 Nm @ 4000 rpm | Carburación                              | 528 e12 (1974-1976)                                                                                          |
| M30 B28    | 2.8L (2788 cm³) | 86 mm (3,39 pulgadas) x 80 mm (3,15 pulgadas)   | 9.0:1                  | 170 CV (125 kilovatios) @ 5800 rpm | 238 Nm @ 4000 rpm | Carburación                              | 528 e12 (1976-1977) 728 e23 (1977-1979) E9 2800 CS (1968-1971) E3 2800 (1968-1977) E3 2.8L (1973-1977)       |
| M30 B28LE  | 2.8L (2788 cm³) | 86 mm (3,39 pulgadas) x 80 mm (3,15 pulgadas)   | 9.3:1                  | 177 CV (130 kilovatios) @ 5800 rpm | 235 Nm @ 4300 rpm | Inyección multipunto                     | 528i e12 (1977-1978)                                                                                         |
| M30 B28LE  | 2.8L (2788 cm³) | 86 mm (3,39 pulgadas) x 80 mm (3,15 pulgadas)   | 9.3:1                  | 184 CV (135 kilovatios) @ 5800 rpm | 260 Nm @ 4200 rpm | Inyección multipunto                     | 528i e12 (1978-1981) 528i e28 (1981-1987) 628 CSi e24 (1979-1987) 728i e23 (1979-1986)                       |
| M30 B30    | 3.0L (2986 cm³) | 89 mm (3,50 pulgadas) x 80 mm (3,15 pulgadas)   | -                      | 180 CV (132 kilovatios) @ 6000 rpm | 255 Nm @ 3700 rpm | Doble carburación de doble cuerpo        | E9 3.0 CS (1971-1975) E9 3.0 CSL (1971-1972) E3 3.0 S (1971-1977) E3 3.0 L (1973-1977)                       |
| M30 B30    | 3.0L (2986 cm³) | 89 mm (3,50 pulgadas) x 80 mm (3,15 pulgadas)   | 9.0:1                  | 184 CV (135 kilovatios) @ 6000 rpm | 260 Nm @ 3700 rpm | Doble carburación de doble cuerpo        | 730 e23 (1977-1979) 630 CS e24 (1975-1979)                                                                   |
| M30 B30    | 3.0L (2986 cm³) | 89 mm (3,50 pulgadas) x 80 mm (3,15 pulgadas)   | 9.0:1                  | 188 CV (138 kilovatios) @ 5800 rpm | 260 Nm @ 4000 rpm | Inyección multipunto, con catalizador    | 730i e32 (1986-1994) 530i e34 (1988-1992)                                                                    |
| M30 B30    | 3.0L (2986 cm³) | 89 mm (3,50 pulgadas) x 80 mm (3,15 pulgadas)   | 9.0:1                  | 195 CV (143 kilovatios) @ 5500 rpm | 267 Nm @ 4300 rpm | Inyección multipunto BOSCH L-Jetronic    | E3 3.0 Si (1975-1977)                                                                                        |
| M30 B30    | 3.0L (2986 cm³) | 89 mm (3,50 pulgadas) x 80 mm (3,15 pulgadas)   | 9.2:1                  | 197 CV (145 kilovatios) @ 5800 rpm | 275 Nm @ 4000 rpm | Inyección multipunto                     | 730i e32 (1986-1992)                                                                                         |
| M30 B30    | 3.0L (2986 cm³) | 89 mm (3,50 pulgadas) x 80 mm (3,15 pulgadas)   | 9.5:1                  | 200 CV (147 kilovatios) @ 5500 rpm | 272 Nm @ 4300 rpm | Inyección multipunto D-Jetronic          | E3 3.0 Si (1975-1977) E9 3.0 CSi (1971-1975) E9 3.0 CSL (1972-1973)                                          |
| M30 B32    | 3.2L (3153 cm³) | -                                               | -                      | 206 CV (152 kilovatios) @ 5600 rpm | 292 Nm @ 4200 rpm | Inyección multipunto                     | E9 3.0 CSL (1973-1975)                                                                                       |
| M30 B33    | 3.2L (3210 cm³) | 89 mm (3,50 pulgadas) x 86 mm (3,39 pulgadas)   | 10.0:1                 | 197 CV (145 kilovatios) @ 5500 rpm | 285 Nm @ 4300 rpm | Inyección multipunto                     | E3 3.3L (1973-1975) 732i e23 (1979-1986)                                                                     |
| M30 B33LE  | 3.2L (3210 cm³) | 89 mm (3,50 pulgadas) x 86 mm (3,39 pulgadas)   | 9.0:1                  | 197 CV (145 kilovatios) @ 5500 rpm | 280 Nm @ 4300 rpm | Inyección multipunto BOSCH LE-Jetronic   | 633 CSi e24 (1976-1979) 733i e23 (1977-1979)                                                                 |
| M30 B33LE  | 3.2L (3210 cm³) | 89 mm (3,50 pulgadas) x 86 mm (3,39 pulgadas)   | 9.0:1                  | 200 CV (147 kilovatios) @ 5500 rpm | 285 Nm @ 4300 rpm | Inyección multipunto BOSCH LE-Jetronic   | E3 3.3 Li (1975-1977) 635 CSi e24 (1976-1979)                                                                |
| M30 B33LAE | 3.2L (3210 cm³) | 89 mm (3,50 pulgadas) x 86 mm (3,39 pulgadas)   | 7.0:1                  | 252 CV (185 kilovatios) @ 5200 rpm | 380 Nm @ 2600 rpm | Inyección multipunto, turbo, intercooler | 745i e23 (1980-1983)                                                                                         |
| M30 B35M   | 3.5L (3430 cm³) | 92 mm (3,62 pulgadas) x 86 mm (3,39 pulgadas)   | 8.0:1                  | 185 CV (136 kilovatios) @ 5400 rpm | 290 Nm @ 4000 rpm | Inyección multipunto, con catalizador    | 635 CSi e24 (1984-1988) 735i e23 (1984-1988)                                                                 |
| M30 B35M   | 3.5L (3430 cm³) | 92 mm (3,62 pulgadas) x 86 mm (3,39 pulgadas)   | 9.0:1                  | 211 CV (155 kilovatios) @ 5700 rpm | 305 Nm @ 4000 rpm | Inyección multipunto, con catalizador    | 535i e34 (1988-1992) 635 CSi e24 (1987-1989) 735i e23 (1986-1992)                                            |
| M30 B35M   | 3.5L (3430 cm³) | 92 mm (3,62 pulgadas) x 86 mm (3,39 pulgadas)   | 10.0:1                 | 218 CV (160 kilovatios) @ 5500 rpm | 315 Nm @ 4000 rpm | Inyección multipunto                     | M535i e28 (1981-1987) 535i e34 (1988-1992) 635 CSi e24 (1981-1989) 735i e23 (1981-1986) 735i e32 (1986-1992) |
| M30 B35MAE | 3.5L (3430 cm³) | 92 mm (3,62 pulgadas) x 86 mm (3,39 pulgadas)   | 8.0:1                  | 252 CV (185 kilovatios) @ 5200 rpm | 380 Nm @ 2200 rpm | Inyección multipunto, turbo, intercooler | 745i e23 (1983-1986)                                                                                         |
| M30 B35LE  | 3.6L (3453 cm³) | 93,4 mm (3,68 pulgadas) x 84 mm (3,31 pulgadas) | 9.3:1                  | 218 CV (160 kilovatios) @ 5200 rpm | 304 Nm @ 4000 rpm | Inyección multipunto BOSCH LE-Jetronic   | M535i e28 (1979-1981) 635 CSi e24 (1978-1981) 735i e23 (1979-1981)                                           |

## Variantes de cuatro válvulas por cilindro desarrolladas a partir del M30
M30B35/M88
440 CV (324 kilovatios)
- 1974–1975 BMW E9 3.0 CSL (versión de competición)

800 CV (588 kilovatios)
- 1975 BMW E9 3.0 CSL turbo (versión de competición)

277 CV (204 kilovatios)
- 1978–1981 BMW E26 M1

470 CV (346 kilovatios)
- 1979–1980 BMW E26 M1 (versión de competición)

850 CV (625 kilovatios)
- 1981 BMW E26 M1 turbo (versión de competición)

286 CV (210 kilovatios)
- 1983–1988 BMW E24 M 635 csi ("M6")
- 1983–1988 BMW E28 BMW M5
- 1983–1986 BMW E23 M745i (versión para Sudáfrica)

S38B36
315 CV (232 kilovatios)
- 1988–1991 BMW E34 BMW M5 3,6 (Sedán)

S38B38
340 CV (250 kilovatios)
- 1991–1995 BMW E34 BMW M5 3,8 (Sedán)
- 1992–1996 BMW E34 BMW M5 3,8 (Touring)

- Datos: Q796559
- Multimedia: BMW M30 engine / Q796559